# ドブス・フェリー
ドブス・フェリー（Dobbs Ferry）は、アメリカ合衆国ニューヨーク州のウエストチェスター郡にある村。人口は1万1541人（2020年）。グリーンバーグ町に含まれる。

## 歴史
ハドソン川のフェリー乗り場があったことから、この村の名前が付いた。
現在では、ウェストチェスター郡内でも有数の高級住宅街となっている。

## 交通
メトロノース鉄道のドブス・フェリー駅がある。グランド・セントラル駅までの距離は約34キロメートル。路線バスは郡営のビーラインバスシステムが利用できる。

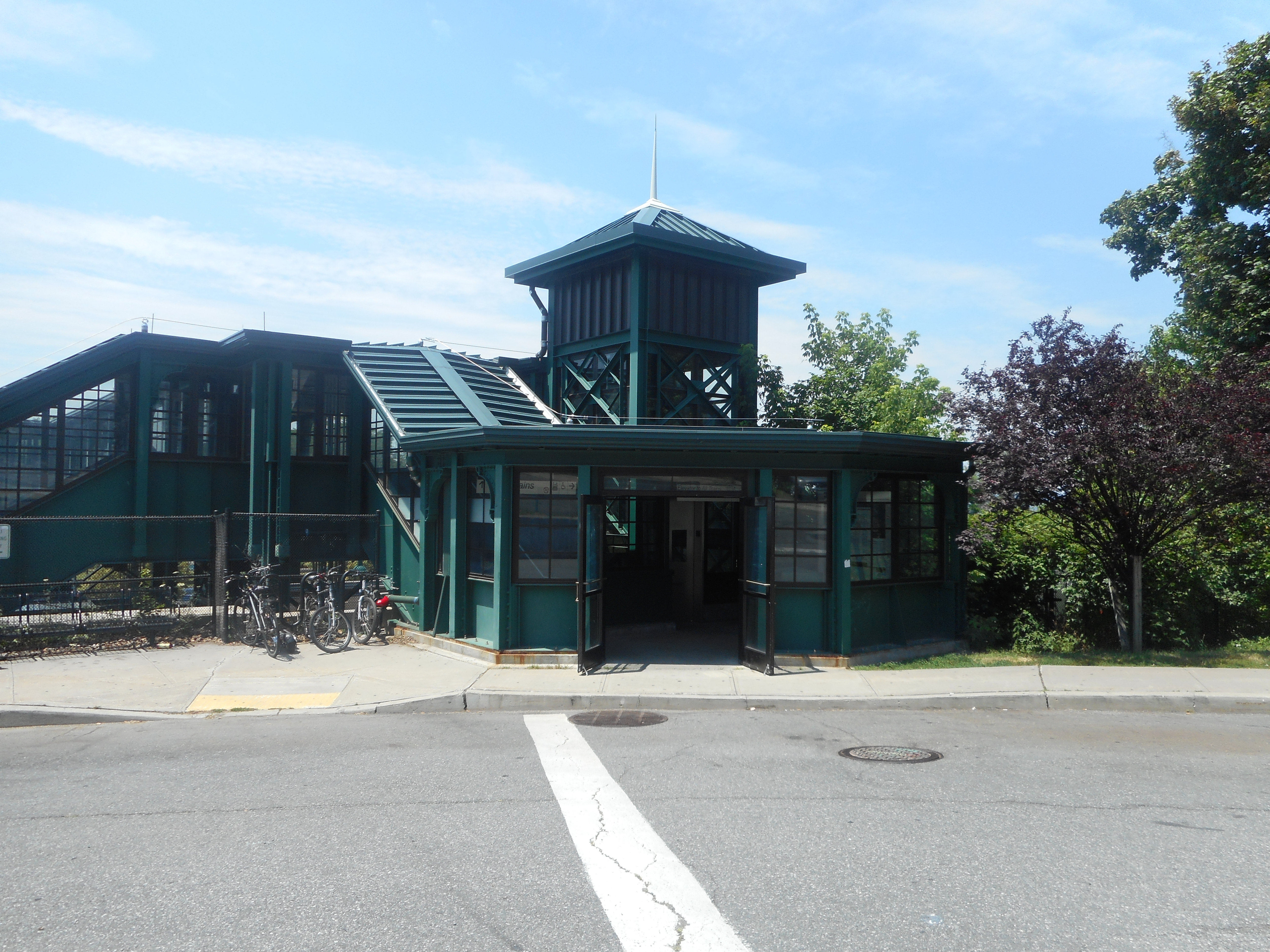
ドブス・フェリー駅

## 教育
- マーシー大学

## 関係者
- ジェーン・アレクサンダー - 女優[2]
- ロバート・グリーン・インガーソル - 弁護士
- アルヴィン・ダーク - 野球選手
- ポール・フィックス - 俳優
- マックス・グリーンフィールド - 俳優
- ルイス・ハイン - 写真家
- サラ・ジェシカ・パーカー - 女優
- ダスティ・ローズ - 野球選手
- チャールズ・シーラー - 写真家
- DMX - 音楽プロデューサー
- マーク・ザッカーバーグ - 実業家[3]

## トリビア
- 映画「恋に落ちて」（Falling in Love）で、主人公のロバート・デ・ニーロがこの町に住んでいるという設定だった。
- フジテレビの連続ドラマ「ニューヨーク恋物語」では、主人公の田村正和がこの町に住んでいるという設定だった。